# 페드로 파블로 쿠친스키

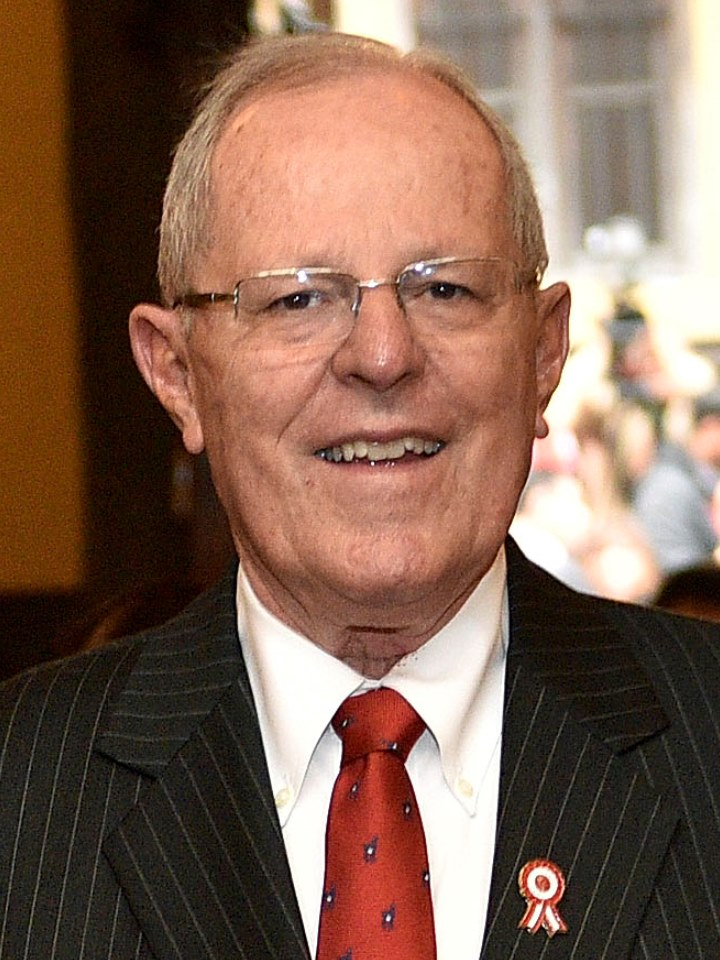
페드로 파블로 쿠친스키

페드로 파블로 쿠친스키 고다르드(Pedro Pablo Kuczynski Godard, 문화어: 뻬드로 빠블로 꾸진스끼, 1938년 10월 3일 ~ )는 페루의 경제학자이자 정치가이며, 2016년 페루의 대통령에 취임했다.
1980년부터 1982년까지 에너지광업장관, 2001년~2002년 그리고 2004년~2005년 두 차례에 걸쳐 재무장관, 2005년부터 2006년까지 총리직을 역임한 바 있다. 후안 벨라스코 알바라도의 군사 독재 정권을 피해 1969년 미국으로 망명한 뒤, 1980년에 페루 정계에 입문하기 전까지는 미국에서 활동했다. 2011년 대선에 출마했으나, 결선 투표까지 가는데 실패했다. 2016년 다시 대선에 나와 결선에서 게이코 후지모리를 누르고 대통령에 당선되었다. 2018년 3월 21일 부패 의혹으로 의회의 탄핵 표결 직전에 대통령직에서 사임하였다.

## 역대 선거 결과
| 선거명      | 직책명        | 대수 | 정당               | 1차 득표율 | 1차 득표수  | 2차 득표율 | 2차 득표수  | 결과 | 당락             |
| ----------- | ------------- | ---- | ------------------ | ---------- | ----------- | ---------- | ----------- | ---- | ---------------- |
| 2011년 선거 | 페루의 대통령 | 58대 | 대전환을 위한 동맹 | 18.51%     | 2,711,450표 |            |             | 3위  | 낙선             |
| 2016년 선거 | 페루의 대통령 | 59대 | 변화를 위한 페루   | 21.05%     | 3,228,661표 | 50.12%     | 8,596,937표 | 1위  | 페루 대통령 당선 |